# New York Pride
New York Pride (New York City Pride) är den ursprungliga och årligen återkommande pridefestivalen i New York som främst riktar sig till HBTQ-personer (homo- och bisexuella, transpersoner och queera). Efter Stonewallupproret 1969 i New York så skapades paraden  med namnet Christopher Street Liberation Day  redan år 1970 till minne av upproret 1969 och äger rum i juni varje år. Flera andra städer har sedan tagit efter. Stonewallupproret ägde rum vid Stonewall Inn på Christopher Street och är startpunkten för den moderna homosexuella frigörelsen och Gay Pride som senare fick spridning i USA och Europa.
- Stonewallupproret (film)

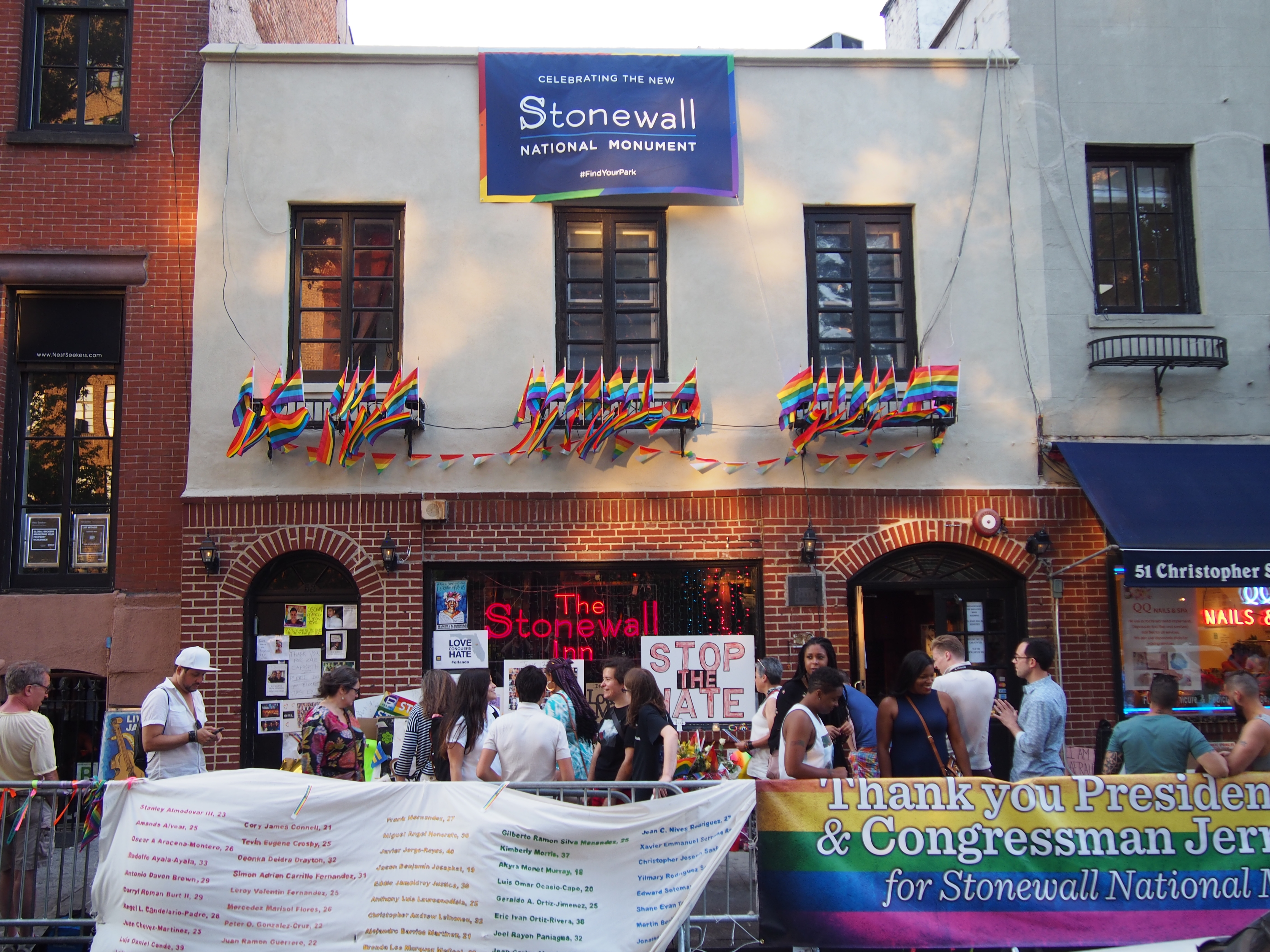
Stonewall Inn på Christopher Street, här skedde Stonewallupproret
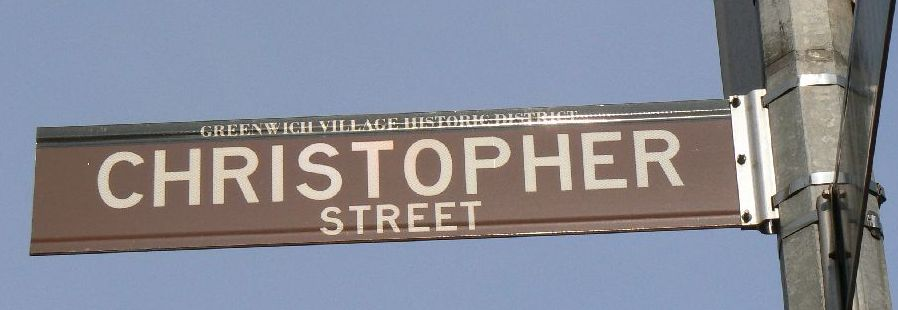
Stonewallupproret ägde rum på Christopher Street 1969